# Lista de espécies da família dos coretrelídeos
A lista de espécies da família Corethrellidae, todas contidas no gênero Corethrella, inclui as espécies indicadas no catálogo do dipterologista canadense Art Borkent, 2014, bem como as espécies descritas em publicações posteriores.

## Espécies recentes

### SubgêneroCorethrellaCoquillett, 1902
1. Corethrella aereus Wang & Yu, 2015
2. Corethrella alba Borkent, 2008
3. Corethrella albicoxa Borkent, 2008
4. Corethrella alticola Lane, 1939
5. Corethrella amabilis Borkent, 2008
6. Corethrella amazonica Lane, 1939
7. Corethrella ananacola Dyar, 1926
8. Corethrella anniae Borkent, 2008
9. Corethrella appendiculata Grabham, 1906
10. Corethrella aridicola Borkent, 2008
11. Corethrella atricornis Borkent, 2008
12. Corethrella aurita Borkent, 2008
13. Corethrella badia Borkent, 2008
14. Corethrella belkini Borkent, 2008
15. Corethrella bicincta Borkent, Grafe & Miyagi, 2012
16. Corethrella bicolor Borkent, 2008
17. Corethrella bifida Amaral & Pinho, 2023
18. Corethrella bipigmenta Borkent & Grafe, 2012
19. Corethrella blanda Dyar, 1928
20. Corethrella blandafemur Borkent, 2008
21. Corethrella blantoni Borkent, 2008
22. Corethrella borkenti Amaral, Pinho, 2015
23. Corethrella brakeleyi (Coquillett, 1902)
24. Corethrella brandiae Borkent, 2008
25. Corethrella brevivena Borkent, 2008
26. Corethrella briannae Borkent, 2008
27. Corethrella brunnea Borkent, 2012
28. Corethrella buettikeri Cranston, 1980
29. Corethrella cabocla Feijó, Belchior, Marialva & Pessoa, 2021
30. Corethrella calathicola Edwards, 1930
31. Corethrella cambirela Amaral, Mariano  & Pinho, 2019
32. Corethrella canningsi Borkent, 2008
33. Corethrella carariensis Borkent, 2008
34. Corethrella cardosoi Lane, 1942
35. Corethrella caribbeana Borkent, 2008
36. Corethrella collessi Borkent, 2008
37. Corethrella colombiana Borkent, 2008
38. Corethrella condita Borkent, 2008
39. Corethrella contraria Borkent, 2008
40. Corethrella curta Borkent, 2008
41. Corethrella davisi Shannon & Del Ponte, 1928
42. Corethrella dehuai Wang & Yu, 2015
43. Corethrella dicosimoae Borkent, 2008
44. Corethrella douglasi Borkent, 2008
45. Corethrella drakensbergensis Borkent, 2008
46. Corethrella edwardsi Lane, 1942
47. Corethrella evenhuisi Borkent, 2008
48. Corethrella feipengi Yu,Huang & Zhang, 2013
49. Corethrella flavitibia Lane, 1939
50. Corethrella fulva Lane, 1939
51. Corethrella fuscifimbria Amaral & Pinho, 2023
52. Corethrella fuscipalpis Borkent, 2008
53. Corethrella fusciradialis Borkent, 2008
54. Corethrella gilva Borkent & Grafe, 2012
55. Corethrella globosa Borkent, 2008
56. Corethrella gloma Borkent, 2008
57. Corethrella grandipalpis Borkent, 2008
58. Corethrella guadeloupensis Borkent, 2008
59. Corethrella harrisoni Freeman, 1962
60. Corethrella hirta Borkent, 2008
61. Corethrella hispaniolensis Borkent, 2008
62. Corethrella ielemdei Feijó, Ramires, Lima & Pessoa, 2021
63. Corethrella inca Lane, 1939
64. Corethrella incompta Borkent, 2008
65. Corethrella inepta Annandale, 1911
66. Corethrella infuscata Lane, 1939
67. Corethrella inornata Borkent, 2008
68. Corethrella jenningsi Lane, 1942
69. Corethrella kerrvillensis (Stone, 1965)
70. Corethrella kipferi Dorff, Borkent & Curler, 2022
71. Corethrella lepida Borkent, 2008
72. Corethrella librata Belkin, Heinemann & Page, 1970
73. Corethrella longituba Belkin, Heinemann & Page, 1970
74. Corethrella lopesi Lane, 1942
75. Corethrella lutea Borkent & Grafe, 2012
76. Corethrella manaosensis (Lane & Cerqueira, 1958)
77. Corethrella marksae Colless, 1986
78. Corethrella mckeeveri Colless, 1994
79. Corethrella melanica Lane & Aitken, 1956
80. Corethrella menini Feijó, Picelli, Ríos-Velásquez & Pessoa, 2021
81. Corethrella mitra Borkent & Grafe, 2012
82. Corethrella munteantaroku Amaral, Mariano  & Pinho, 2019
83. Corethrella nanoantennalis Borkent & Grafe, 2012
84. Corethrella nippon Miyagi, 1980
85. Corethrella oppositophila Kvifte & Bernal, 2018
86. Corethrella orthicola Borkent, 2008
87. Corethrella pallida Lane, 1942
88. Corethrella pallidula Bugledich, 1999
89. Corethrella pallitarsis Edwards, 1930
90. Corethrella patasho Amaral & Pinho, 2023
91. Corethrella pauciseta Borkent, 2008
92. Corethrella peruviana Lane, 1939
93. Corethrella picticollis Edwards, 1930
94. Corethrella pillosa Lane, 1939
95. Corethrella pindorama Amaral & Pinho, 2023
96. Corethrella procera Borkent, 2008
97. Corethrella puella Shannon & Ponte, 1928
98. Corethrella quadrivittata Shannon & Ponte, 1928
99. Corethrella ramentum Borkent, 2008
100. Corethrella ranapungens Borkent, 2008
101. Corethrella redacta Borkent, 2008
102. Corethrella remiantennalis Borkent, 2008
103. Corethrella rotunda Borkent, 2008
104. Corethrella selvicola Lane, 1939
105. Corethrella solomonis Belkin, 1962
106. Corethrella squamifemora Borkent, 2008
107. Corethrella stenostyla Amaral, Bello-González & Pinho, 2021
108. Corethrella tarsata Lane, 1942
109. Corethrella tigrina Borkent & Grafe, 2012
110. Corethrella towadensis Okada & Hara, 1962
111. Corethrella travassosi Lane, 1942
112. Corethrella truncata Borkent, 2008
113. Corethrella ugandensis Borkent, 2008
114. Corethrella unifasciata Amaral & Pinho, 2023
115. Corethrella unisetosa Borkent, 2008
116. Corethrella unizona Borkent & Grafe, 2012
117. Corethrella urumense Miyagi, 1980
118. Corethrella varia Borkent, 2008
119. Corethrella vittata Lane, 1939
120. Corethrella whartoni Vargas, 1952
121. Corethrella wirthi Stone, 1968
122. Corethrella xokleng Amaral, Mariano  & Pinho, 2019
123. Corethrella yanomami Amaral, Mariano  & Pinho, 2019
124. Corethrella yucuman Caldart & Pinho, 2016

### SubgêneroNotocorethrellaBelkin, 1968
1. Corethrella novaezealandiae Tonnoir, 1927

### Nomina dubia
- Corethrella barrettoi Lane, 1942
- Corethrella japonica (Komyo, 1954)
- Corethrella maculata Lane, 1939
- Corethrella shannoni Lane, 1939
- Corethrella stonei Lane, 1942
- Corethrella striata Lane, 1942
- Corethrella whitmani Lane, 1942

## Espécies fósseis

### Subgênero CorethrellaCoquillett, 1902
1. Corethrella andersoni Poinar & Szadziewski, 2007
2. Corethrella baltica Borkent, 2008
3. Corethrella dominicana Borkent, 2008
4. Corethrella miocaenica Szadziewski, Krzeminski and Kutscher, 1994
5. Corethrella nudistyla Borkent  and Szadziewski, 1992
6. Corethrella patula Baranov & Kvifte, 2019
7. Corethrella prisca Borkent  & Szadziewski, 1992
8. Corethrella rovnoensis Baranov & Kvifte, 2016
9. Corethrella sontagae Baranov  & Kvifte, 2016

### SubgêneroFossicorethrellaSzadziewski, 1995
1. Corethrella cretacea Szadziewski, 1995